# Castel Weyer (St. Veit an der Glan)
Castel Weyer (in tedesco Schloss Weyer) si trova nel comune austriaco di St. Veit an der Glan nell'omonimo distretto appartenente al Land della Carinzia e la sua storia inizia nel XIV secolo.

## Storia

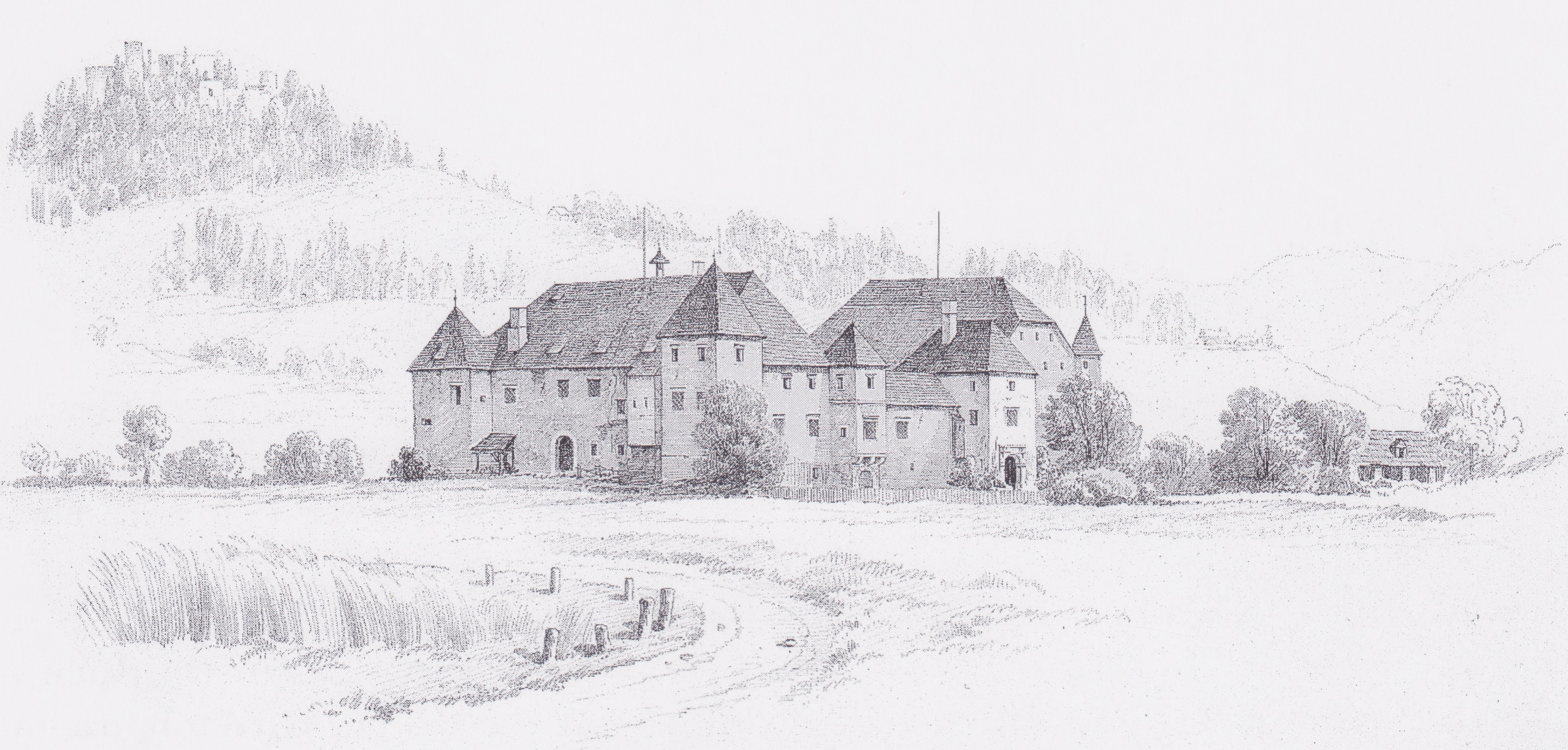
Castel Weyer in un disegno di Markus Pernhart del 1850 circa

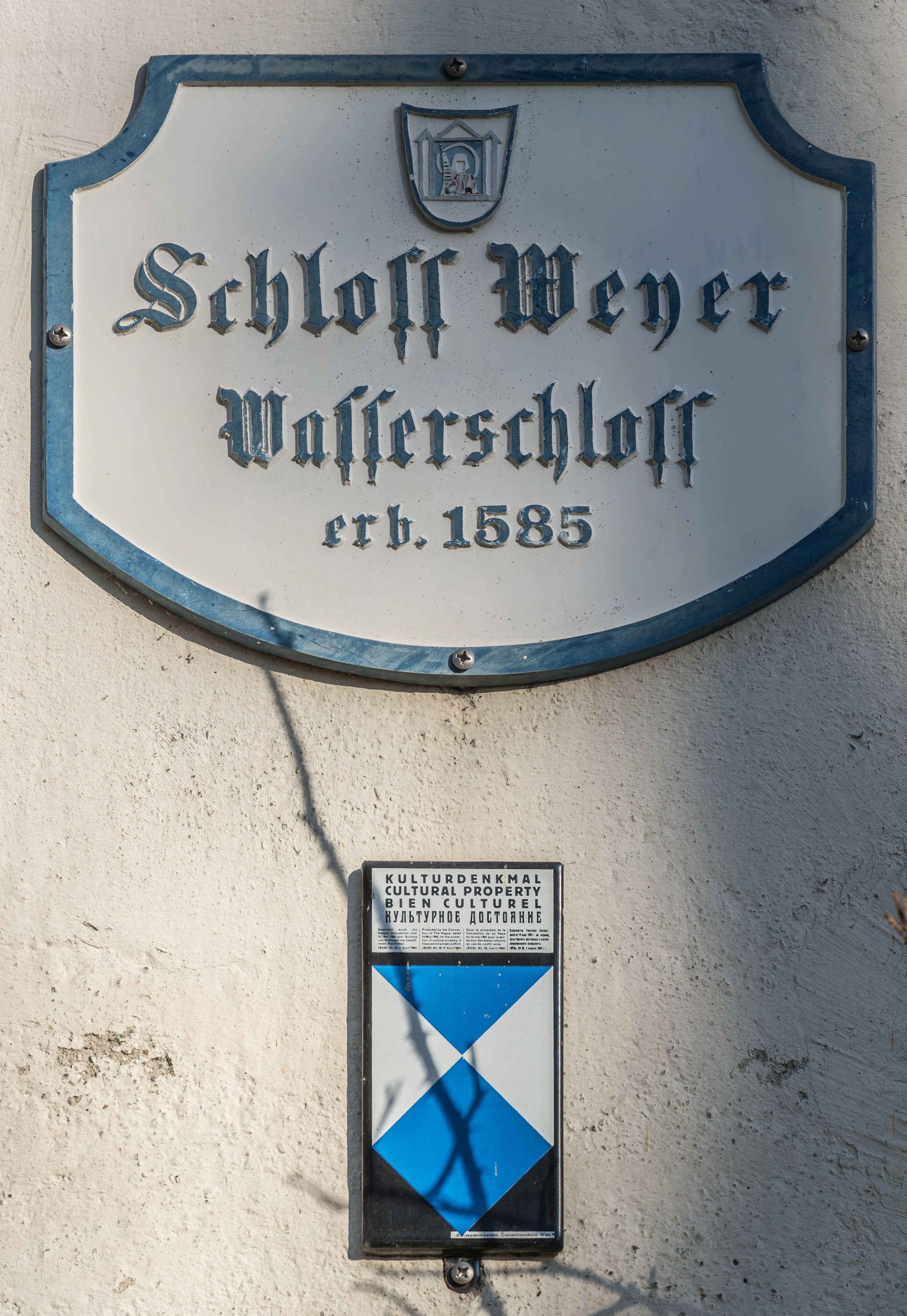
Targhe poste sulla facciata accanto al portale di accesso

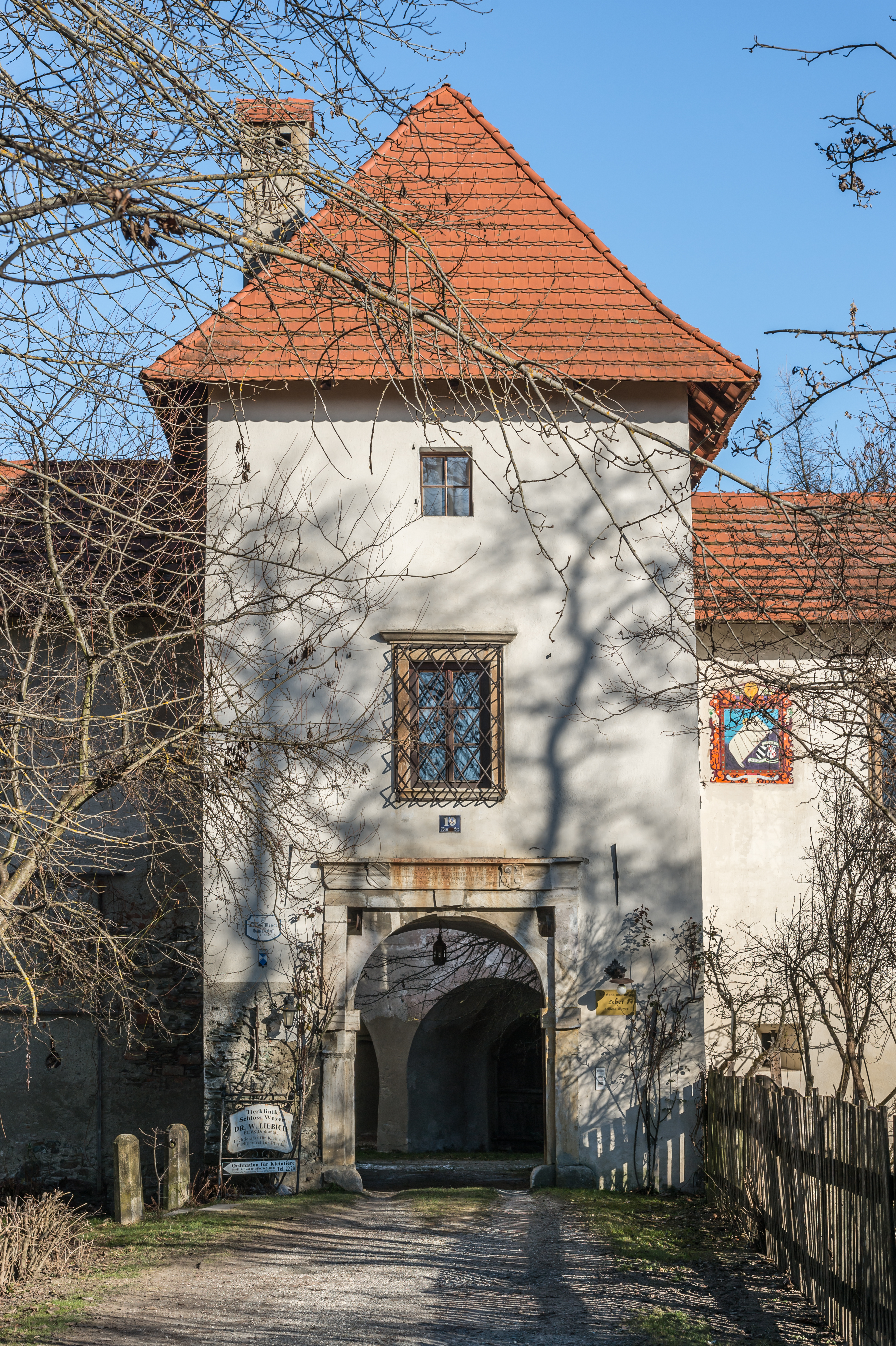
Torrione con portale di accesso al cortile. Anticamente era preceduto da un ponte levatoio

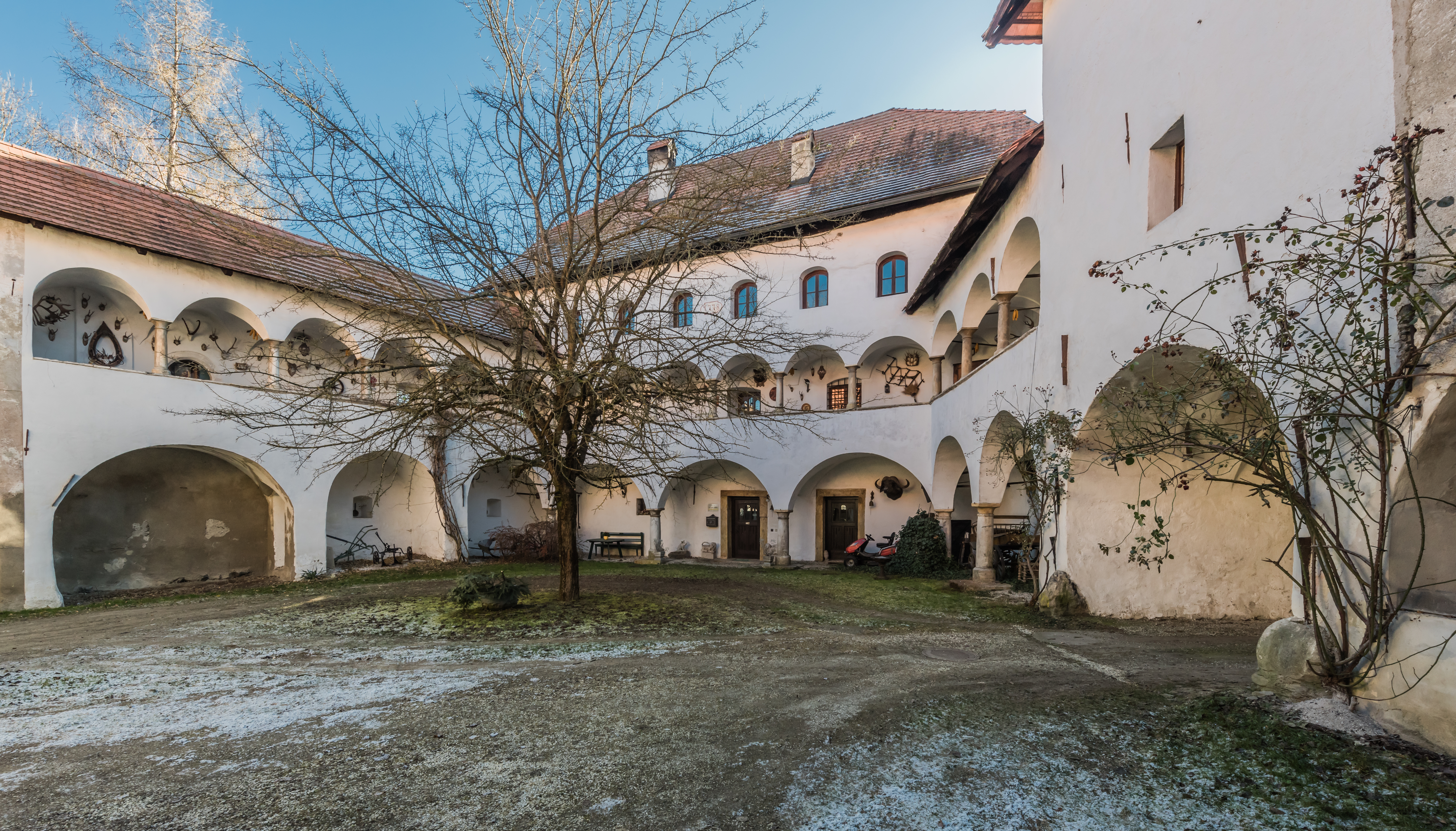
Grande cortile interno con portici

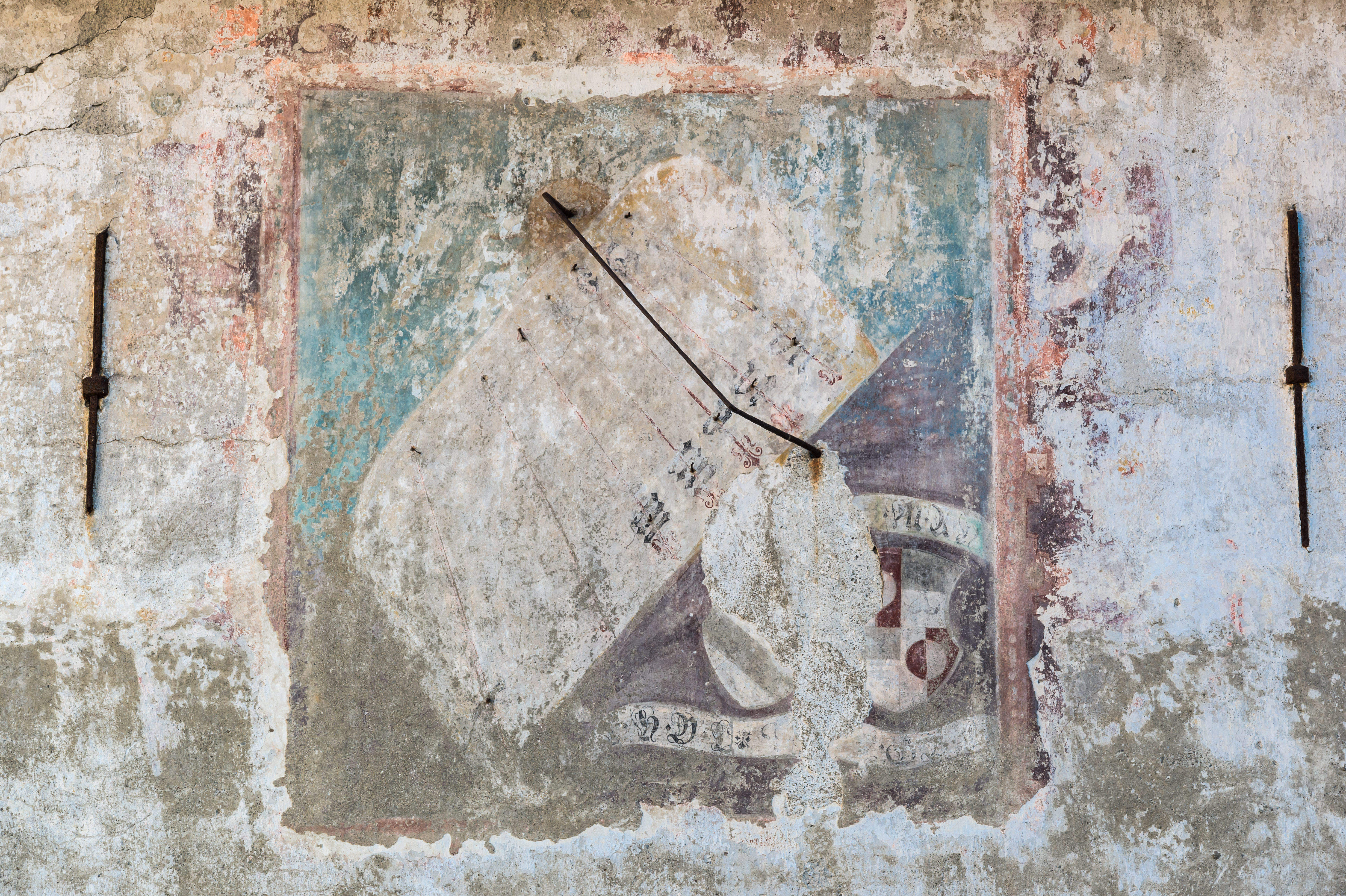
Una delle due clessidre nel cortile

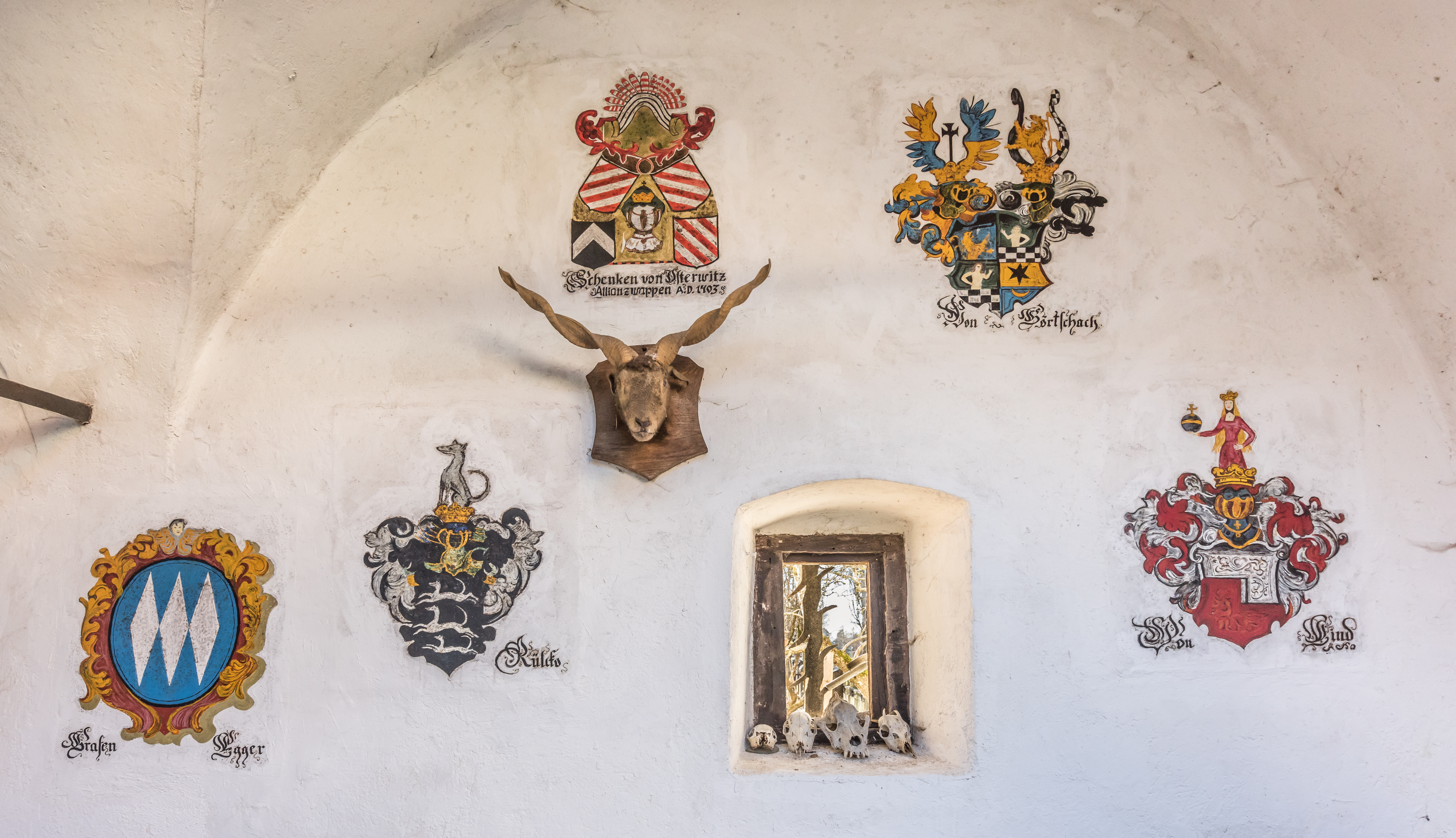
Portico, particolare

Castel Weyer è un antico castello con fossato della fine del XVI secolo e un'iscrizione sopra il cancello d'ingresso conferma che l'edificio fu eretto nel 1585. In realtà non si trattò di un nuovo edificio, ma della ristrutturazione con ampliamento di un'antica sede nobiliare già esistente sul sito che era presente sin dal 1399 e che comprendeva anche una tenuta. Successivamente appartenne alla famiglia Osterwitz e con la loro estinzione, nel 1478, i cittadini di St. Veit ne rilevarono i diritti feudali. Nel 1532 il proprietario risultò essere Hans Gortschacher e intorno alla metà del secolo il castello fu tra i beni della famiglia Rülko di Sassonia, alla quale il poeta Rainer Maria Rilke pensava erroneamente che risalisse la sua discendenza. Hans Rülko era legato al cavaliere Konrad von Kraig, che fu l'ultimo membro di questa importante famiglia nobile della Carinzia. Nel 1585 era di proprietà di Bernhard von Lind, imparentato per matrimonio con i Rülko, e nello stesso anno lo cedette ad Anna von Liechtenstein, consorte del maresciallo ereditario carinziano Konrad von Liechtenstein. Immediatamente iniziò la trasformazione della residenza tardomedievale con ampliamenti e ristrutturazioni che si completarono nel 1590 con la supervisione del capomastro Christof Steiner di Murau. Anna von Liechtenstein non ebbe figli quindi lasciò il castello in eredità ai figli del fratello Christof von Khuenburg. Nel 1596 la dimora venne affittata da Hans Ladroner di St. Veit che nel 1601 fu in grado di acquistarla. La sua vedova Felicitas fu espulsa dalla Carinzia nel 1629 come protestante e il castello venne incamerato dalla diocesi di Gurk che presto lo vendette all'abbazia di San Giorgio am Längsee per finanziare l'acquisto del dominio Kraig. Nel 1778 al secondo piano dell'ala sud iniziarono nuovi lavori di ampliamento finalizzati principalmente ad aggiungere un piano e quando, verso la fine del XVIII secolo il convento fu secolarizzato, il castello poté essere acquistato dal conte Thaddäus Max Egger Weyer e da quel momento rimase tra i beni della sua famiglia per circa un secolo. Nel 1891 lo comprò il governatore della Carinzia, Artur Lemisch e nel 1939 passò ad Hubert Knaus. Per decenni castel Weyer è stato semplicemente il centro di una tenuta ed è stato oggetto di scarsa manutenzione. Dagli anni novanta del XX secolo e di proprietà di un dottore veterinario che vi gestisce una grande clinica veterinaria.

## Descrizione
Castel Weyer si trova alla periferia nord-est del comune austriaco di St. Veit an der Glan nell'omonimo distretto appartenente al Land della Carinzia. Si tratta di un antico castello che possedeva un fossato posizionato in un vasto e incolto parco nella valle del Wimitz che anticamente era paludosa. Il fossato è stato prosciugato da tempo e il grande edificio ha un aspetto imponente, irregolare e fortemente articolato, rinforzato da quattro torri angolari aggettanti a protezione dei fianchi. La facciata ovest è allungata ed ha una forma romantica mentre la parte posteriore dell'edificio è sobria e disadorna. Al centro della facciata ovest sporge fortemente una tozza torre d'ingresso con portale ad arco incorniciato da un semplice stipite in pietra. Sul portale sono conservati gli stemmi di Konrad von Liechtenstein-Murau e di sua moglie Anna, nata Khuenburg e l'iscrizione che si riferisce alla costruzione del castello. La porta era collegata all'ex cortile esterno da un ponte levatoio. I rulli della catena di ferro del ponte sono ancora al loro posto. Sopra il cancello si apre una tipica finestra da difesa con stipite in pietra e grata in ferro. Nell'ala ovest, a tre piani, si apre un portale laterale bugnato sovrastato da un bel bovindo poggiante su mensole con copertura piramidale che si estende anche ai due piani superiori. Le massicce torri angolari quadrate sporgono dagli angoli nord-ovest e nord-est del castello. Su alcune finestre esterne sono stati conservate le inferriate forgiate dell'epoca della costruzione. La facciata est è semplice mentre quella ovest è strutturata in molti modi. Le coperture sono alti tetti a padiglione. In contrasto con la facciata occidentale, che sembra essere ben fortificata, quella meridionale appare simile a un palazzo rinascimentale. La parte più antica del castello è probabilmente l'ala nord dove è stata conservata una finestra a bifora rinascimentale. L'ampio cortile interno trapezoidale presenta grandi portici a due piani su tre lati che, con le finestre tardogotiche, le conferiscono un carattere di rappresentanza. Le pareti del cortile sono decorate con due meridiane, una delle quali mostra il doppio stemma del Liechtenstein e di Khuenburg. I portici sono in parte aperti e in parte murati. I suoi archi a tutto sesto sono sostenuti da massicce colonne al piano terra. Essendo proprietà privata è solitamente possibile la visita solo dall'esterno.

### Bene architettonico tutelato
Castel Weyer è stato posto sotto tutela dei monumenti da parte della Repubblica austriaca col numero 34845.